# همت‌آباد (کنویست)
همت‌آباد، روستایی از توابع بخش مرکزی شهرستان مشهد در استان خراسان رضوی ایران است.

## جمعیت
این روستا در دهستان کنویست قرار دارد و براساس سرشماری مرکز آمار ایران در سال ۱۳۸۵، جمعیت آن ۳٬۹۹۱ نفر (۹۴۱خانوار) بوده‌است.